# Maechidius fraterculus
Maechidius fraterculus är en skalbaggsart som beskrevs av Moser 1920. Maechidius fraterculus ingår i släktet Maechidius och familjen Melolonthidae. Inga underarter finns listade i Catalogue of Life.